# Lusnić
Lusnić je naseljeno mjesto u gradu Livnu, Federacija Bosne i Hercegovine, BiH.

## Zemljopis
Nalazi se na uz istočni rub središnje trećine Livanjskog polja. Sjeverozapadno su Strupnić i Kovačić. Jugozapadno uz rub polja su Lištani, Gornji Rujani i Donji Rujani, južno-jugozapadno su Odžak i Čaić te potok Jaruga, jugoistočno su Ljubunčić, Žirović, Prisap i potok Bistrica.

## Stanovništvo

### 1991.
Nacionalni sastav stanovništva 1991. godine, bio je sljedeći:
ukupno: 419
- Hrvati- 416
- ostali, neopredijeljeni i nepoznato - 3

### 2013.
Nacionalni sastav stanovništva 2013. godine, bio je sljedeći:
ukupno: 310
- Hrvati - 309
- ostali, neopredijeljeni i nepoznato - 1

## Poznate osobe
- fra Anđelko Barun, hrv. katolički svećenik, crkveni povjesničar, definitor franjevačke provincije